# Schwerathletik

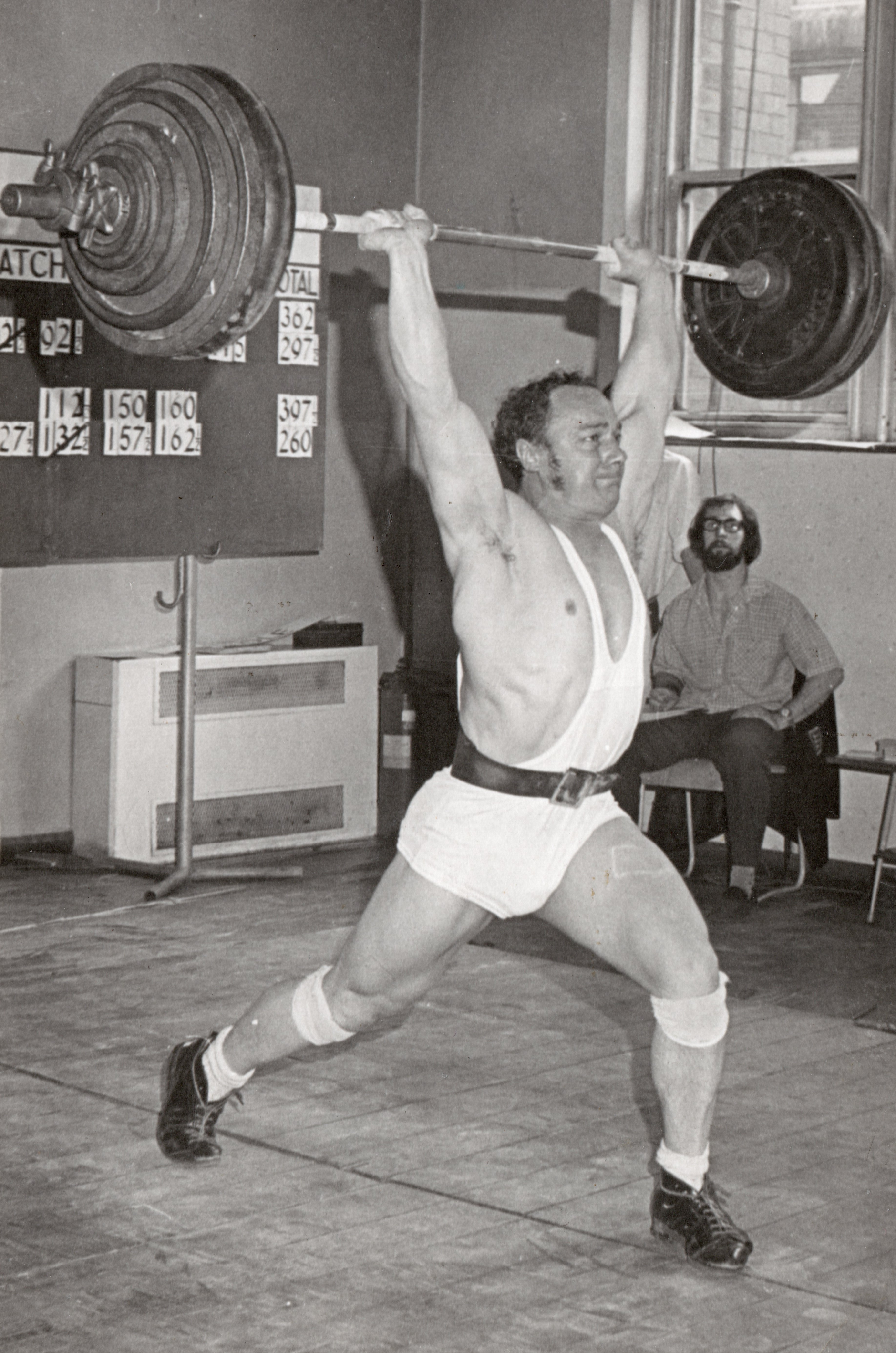
Gewichtheber beim Stoßen.

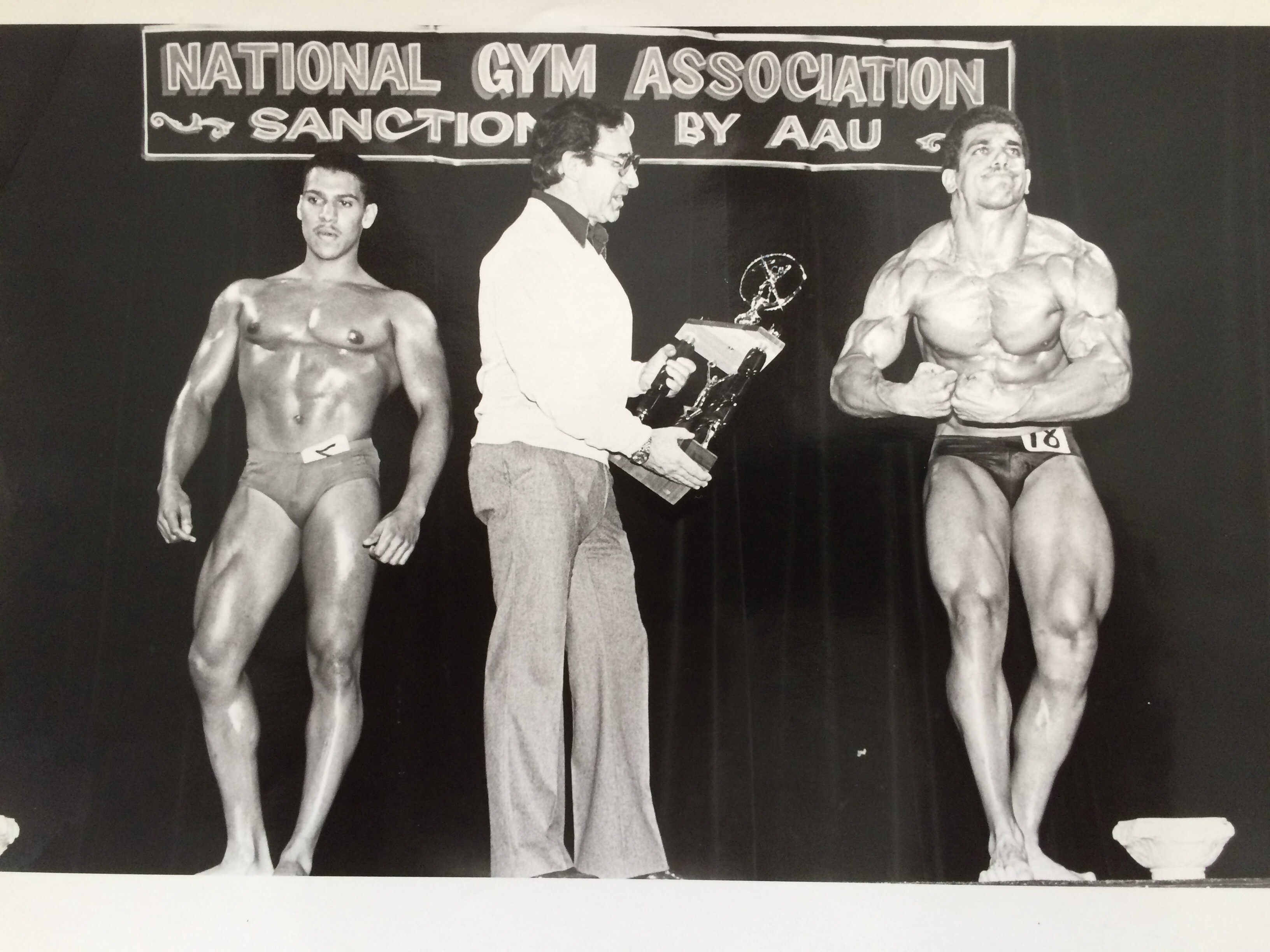
Bodybuilder bei der Kür.

Die Schwerathletik fasst Sportarten zusammen, in denen individuelle Muskelkraft oder Kraftausdauer im Vordergrund stehen.
Hierzu gehören insbesondere die Kraftsportarten
- Gewichtheben
- Kraftdreikampf
- Kugelhantelsport
- Bodybuilding

Ferner können aus moderner Sicht die Kampfsportarten
- Ringen
- Boxen
- Judo
- Jiu Jitsu

dazugezählt werden.
Im weiteren Sinn gilt zudem der Rasenkraftsport, der den Wurfdisziplinen der Leichtathletik ähnelt, als Schwerathletik.
Geprägt und populär gemacht hat den Begriff der polnische Sportmediziner Władysław Krajewski, der in Polen und Russland als Begründer der systematischen Trainingsmethodologie mit Gewichten gilt. In Deutschland kam der Begriff zu Beginn des 20. Jahrhunderts auf und wurde durch verschiedene konkurrierende Sportverbände propagiert. Ab 1938 waren die Sportarten der Schwerathletik (damals Ringen, Gewichtheben, Tauziehen, Rundgewichtsjonglieren, Jiu Jitsu, Judo, Rasenkraftsport und Kraftakrobatik) im Fachamt 6 des Nationalsozialistischen Reichsbundes für Leibesübungen (NSRL) zusammengefasst. Getrennt davon war Boxen im Fachamt 7 des NSRL organisiert.
Nach dem Zweiten Weltkrieg organisierten sich die Schwerathleten ab 1949 in den Westzonen im Deutschen Athleten-Bund (DAB) und in der Ostzone in der Abteilung für Schwerathletik des Deutschen Sportausschusses (DS). Der DAB und der DS veranstalteten bis 1955 gesamtdeutsche Meisterschaften in den Sportarten Gewichtheben, Ringen und Judo.
Seit der Auflösung des DS in der DDR 1957 und des DAB in der Bundesrepublik 1972 gibt es in Deutschland keinen Sportverband, der speziell die schwerathletischen Sportarten zusammenfasst und organisatorisch wie sportpolitisch betreut. Zudem gehen verbandsorganisatorisch Gewichtheber, Kraftdreikämpfer (siehe Powerlifting) und Kugelhantelsportler (siehe Kettlebell) zunehmend getrennte Wege.